# Henry V. (Film)
Henry V. ist ein britisches Filmdrama aus dem Jahr 1989. Die von Kenneth Branagh inszenierte Literaturverfilmung basiert auf dem gleichnamigen Stück von William Shakespeare. Branagh spielte auch die Titelrolle. Produziert wurde der Film von Bruce Sharman in Kooperation mit der BBC und Renaissance Films. Im deutschsprachigen Raum ist Branaghs Regiearbeit auch unter dem Titel Heinrich V. bekannt.

## Handlung
Der Erzbischof von Canterbury und der Bischof von Ely sind in eine Diskussion vertieft, als König Heinrich sie zu sich ruft. Beide versuchen den König davon abzubringen, ein Dekret zu erlassen, das Kirchenbesitz konfisziert. Sie drängen den König dazu, einen Krieg mit Frankreich anzufangen, da er nach salischem Recht Ansprüche auf den französischen Thron habe. Ein Geschenk des französischen Dauphins ist eingetroffen. Es handelt sich um Tennisbälle, was den König empört. Der französische Botschafter wird fortgeschickt. Heinrich bereitet sich vor, unterstützt von den Adligen Exeter und Westmoreland, den französischen Thron, den er als sein Eigentum betrachtet, zu erobern.
Als Heinrich seine Streitkräfte aushebt, stirbt sein Mentor Falstaff. Bei der Einschiffung der Truppen wird ein Verrat von dreien seiner engsten Gefolgsleute aufgedeckt, wodurch Heinrich das Unternehmen unter einem guten Omen sieht. Er befiehlt die Hinrichtung der Verräter. Die Flotte verlässt den Hafen von Southampton und landet in Frankreich. Der Weg der Truppen zieht sich durch Frankreich bis nach Harfleur. Die Stadt wird von den Engländern belagert. Erst nach einer mitreißenden Ansprache des Königs kann die Stadt eingenommen werden. Heinrich lässt zu, dass Bardolph, ein ehemaliger Zechkumpan aus seiner Zeit mit Falstaff, als Plünderer gehängt wird, um die Disziplin aufrechtzuerhalten. Danach marschieren die Truppen nach Azincourt. Bevor es zur Schlacht kommt, streicht der König inkognito durch das Lager, um zu erfahren, wie die Stimmung seiner Männer ist. Am nächsten Tag hält er unmittelbar vor der Schlacht seine berühmte St.-Crispins-Tag-Rede.
Zu Beginn der Schlacht lassen die englischen Langbogenschützen einen Pfeilhagel auf die durch den schlammigen Untergrund behinderten heranrückenden Franzosen niedergehen, bevor die englischen Truppen selbst den Nahkampf suchen. Die Schlacht entwickelt sich zu einem unübersichtlichen Handgemenge, in dem unter anderem der Duke of York und der Connétable von Frankreich fallen. Ein paar Franzosen gelingt es, bis in das Lager der Engländer vorzustoßen und dort die zurückgebliebenen Schildknappen zu töten. Heinrich ist über diese Tat empört, aber in diesem Moment erscheint der französische Herold und teilt ihm mit, dass die Engländer die Schlacht gewonnen haben.
König Heinrich zieht an den französischen Hof, um Prinzessin Catherine zu umwerben. König Karl VI. von Frankreich adoptiert Heinrich, und der französische Thron ist nun unter englischer Kontrolle.

## Hintergrund
Der optische und darstellerische Ansatz des Films ist sowohl blutiger als auch ambivalenter als in der filmischen Umsetzung des Stückes durch Sir Laurence Olivier aus dem Jahr 1944. Branaghs Umsetzung der Schlacht von Azincourt erinnert an Schlachtszenen des japanischen Regisseurs Akira Kurosawa.
Im Gegensatz zur herkömmlichen Produktionsweise wurden bei Henry V. die Szenen in der Reihenfolge gefilmt, in der sie auch im Film kommen.

## Kritiken
„Die wortgetreue Neuverfilmung des gleichnamigen Shakespeare-Dramas, die die Schönheit und Kraft der Sprache beschwört […]. Der aufwendig und detailgetreu inszenierte Film gerät zu einem Plädoyer gegen Aggression und Krieg […]. Besonders durch die opulenten und gleichzeitig bedrückenden Bilder sowie die ausgezeichneten Schauspieler wird der Film zu einem eindrucksvollen Kinoerlebnis, das an Klarheit und Dichte seinesgleichen sucht.“

„Heil und Sieg aber, wie immer bei Shakespeare, sind bloß Verschnaufpausen einer Geschichte, die sich in Blut fortwälzt: Branaghs Heldenstück, düster, stürmisch und todesbitter, hat einen Höhepunkt von schrecklicher Pracht.“

„Es ist eins der Wunder von Shakespeares Prosa, dass, wenn sie von Schauspielern vorgetragen wird, die die Bedeutung der Worte erfassen, sie heute verständlich ist wie zur Zeit ihrer Entstehung […] Branagh ist fähig, sich als König zu sehen, und so sehen wir ihn auch.“

„Mister Branagh hat eine feine, mitreißende neue englische Verfilmung gedreht […], ein Film, der sich bei Laurence Oliviers Klassiker von 1944 nicht entschuldigen muss. […] mit den hervorragendsten Darstellern.“

## Auszeichnungen
Academy Awards 1990
- Oscar in der Kategorie Bestes Kostümdesign für Phyllis Dalton
- Nominierung in der Kategorie Bester Hauptdarsteller für Kenneth Branagh
- Nominierung in der Kategorie Bester Regisseur für Kenneth Branagh

BAFTA Award 1990
- BAFTA Award in der Kategorie Beste Regie für Kenneth Branagh
- Nominierung in der Kategorie Bester Hauptdarsteller für Kenneth Branagh
- Nominierung in der Kategorie Beste Kamera für Kenneth MacMillan
- Nominierung in der Kategorie Bestes Kostümdesign für Phyllis Dalton
- Nominierung in der Kategorie Bestes Produktionsdesign für Tim Harvey
- Nominierung in der Kategorie Bester Ton für Campbell Askew, David Crozier und Robin O’Donoghue

Chicago Film Critics Association Awards 1990
- CFCA Award in der Kategorie Bester ausländischer Film

Europäischer Filmpreis 1990
- Europäischer Filmpreis in den Kategorien Bester Hauptdarsteller, Bester Regisseur und Bester Nachwuchsfilm für Kenneth Branagh

Evening Standard British Film Awards 1990
- Evening Standard British Film Award in der Kategorie Bester Film für Kenneth Branagh

National Board of Review 1989
- NBR Award in der Kategorie Bester Regisseur für Kenneth Branagh

New York Film Critics Circle Awards 1989
- NYFCC Award in der Kategorie Bester neuer Regisseur für Kenneth Branagh

Sant Jordi Awards 1991
- Sant Jordi in der Kategorie Bester ausländischer Hauptdarsteller für Kenneth Branagh

## Weitere Adaptionen des Dramas Heinrich V.
- Heinrich V. – britischer Kinofilm von Laurence Olivier von 1944
- Henry V – britischer Fernsehfilm von Peter Watts von 1953
- Henry V – britischer Fernsehfilm von Lorne Freed und Michael Langham von 1966
- Henry V – britischer Fernsehfilm von David Giles von 1979
- Henry V – US-amerikanischer Fernsehfilm von Neal J. Gauger von 2003